# アブラハム・モール
アブラハム・モール（Abraham Morlu、1981年5月5日 - ）は、リベリアの男子陸上競技選手、カナディアンフットボール選手。ポジションはワイドレシーバー。
ノースカロライナ大学シャーロット校出身であり、カナディアン・フットボール・リーグのウィニペグ・ブルーボマーズやトロント・アルゴノーツに所属していた。
陸上競技選手としては短距離を専門にしており、2000年のシドニーオリンピックに4x100mリレーのリベリア代表として出場している。

## 自己ベスト
- 100m - 10秒27 (2009年8月8日、コトブス)